# Partido Progresista de Coahuila
El Partido Progresista de Coahuila (PRO) fue un partido político local en el estado de Coahuila. Fue fundado el 2 de octubre de 2011 en Saltillo como asociación civil. Ingresó su solicitud formal de registro ante el Instituto Electoral y de Participación Ciudadana de Coahuila (IEPCC) el 31 de julio de 2012. Un mes después cumplió con los requisitos de ley y fue hasta el 16 de febrero de 2013 que celebró su Asamblea Estatal Constitutiva obteniendo su reconocimiento oficial el 22 de marzo de 2013. El Partido Progresista de Coahuila se distinguió por su oposición al oficialismo establecido en la entidad. Durante las elecciones para renovar integrantes de ayuntamientos en julio de 2013 formó una alianza con el también opositor Partido Acción Nacional en la mayoría de los municipios incluida la capital Saltillo.
En 2015 perdió su registro como partido político después de obtener el 0.7 % de la votación en las elecciones estatales del 2014.